# Mesochorus morenator
Mesochorus morenator är en stekelart som beskrevs av Schwenke 1999. Mesochorus morenator ingår i släktet Mesochorus och familjen brokparasitsteklar. Inga underarter finns listade i Catalogue of Life.